# Мокоена, Годфри Хотсо
Го́дфри Хотсо Мокое́на (англ. и африк. Godfrey Khotso Mokoena; 6 марта 1985, Хейдельберг (Гаутенг), ЮАР) — южноафриканский легкоатлет, специализирующийся в прыжках в длину и тройном прыжке.

## Ранние годы и семья
Он начал своё образование в начальной школе Shalimar Ridge Primary School в Хайдельберге, Гаутенг. Он преуспел в гимнастике в очень раннем возрасте.
Он поступил в среднюю школу atNigel High School, Найджел. Его талант в прыжках в длину был обнаружен Элной де Беер.

## Карьера
В 2008 году он выиграл в прыжках в длину на чемпионате мира в закрытых помещениях и серебряную медаль на Олимпийских играх.
В июле 2009 года он установил новый рекорд среди африканских легкоатлетов в прыжках в длину, 8 м 50 см в Мадриде на ИААФ Супер Гран При, на котором он финишировал вторым, позади Фабриса Лапьера. Предыдущий рекорд африканских спортсменов, 8 м 46 см, был установлен в 1997 году французским легкоатлетом сенегальского происхождения Шейхом Туре.

## Достижения
| Год  | Соревнование                 | Место проведения     | Результат | Дисциплина      |
| ---- | ---------------------------- | -------------------- | --------- | --------------- |
| 2001 | Юношеский чемпионат мира     | Дебрецен, Венгрия    | 5-й       | Прыжок в высоту |
| 2003 | Панафриканские игры          | Абуджа, Нигерия      | 3-й       | Прыжок в длину  |
| 2003 | Панафриканские игры          | Абуджа, Нигерия      | 2-й       | Тройной прыжок  |
| 2003 | Афро-Азиатские игры          | Хайдарабад, Индия    | 3-й       | Прыжок в длину  |
| 2003 | Афро-Азиатские игры          | Хайдарабад, Индия    | 3-й       | Тройной прыжок  |
| 2004 | Чемпионат мира среди юниоров | Гроссето, Италия     | 2-й       | Прыжок в длину  |
| 2004 | Чемпионат мира среди юниоров | Гроссето, Италия     | 1-й       | Тройной прыжок  |
| 2006 | Чемпионат мира в помещении   | Москва, Россия       | 5-й       | Прыжок в длину  |
| 2006 | Игры Содружества             | Мельбурн, Австралия  | 4-й       | Прыжок в длину  |
| 2006 | Игры Содружества             | Мельбурн, Австралия  | 2-й       | Тройной прыжок  |
| 2006 | Чемпионат Африки             | Бамбус, Маврикий     | 2-й       | Прыжок в длину  |
| 2006 | Чемпионат Африки             | Бамбус, Маврикий     | 2-й       | Тройной прыжок  |
| 2007 | Панафриканские игры          | Алжир (город), Алжир | 3-й       | Прыжок в длину  |
| 2007 | Чемпионат мира               | Осака, Япония        | 5-й       | Прыжок в длину  |
| 2007 | Финал чемпионата мира        | Штутгарт, Германия   | 3-й       | Прыжок в длину  |
| 2008 | Чемпионат мира в помещении   | Валенсия, Испания    | 1-й       | Прыжок в длину  |
| 2008 | Олимпийские игры             | Пекин, Китай         | 2-й       | Прыжок в длину  |
| 2009 | Чемпионат мира               | Берлин, Германия     | 2-й       | Прыжок в длину  |
| 2009 | Финал чемпионата мира        | Салоники, Греция     | 3-й       | Прыжок в длину  |
| 2010 | Чемпионат мира в помещении   | Доха, Катар          | 2-й       | Прыжок в длину  |

### Личные рекорды
- Прыжок в длину — 8.50 м (2009) — национальный рекорд.[3]
- Тройной прыжок — 17.25 м (2005) — национальный рекорд.[3]
- Прыжок в высоту — 2.10 м (2001)

### Семейный отклик
Факисо Мокоена, отец Годфри, заявил в местной газете: «Годфри первоначально было трудно претендовать на что-то на Олимпийских играх, но благодаря упорному труду он вынес это испытание и финишировал вторым».